# Snyder (Texas)
Snyder is een plaats (city) in de Amerikaanse staat Texas, en valt bestuurlijk gezien onder Scurry County.

## Demografie
Bij de volkstelling in 2000 werd het aantal inwoners vastgesteld op 10.783.
In 2006 is het aantal inwoners door het United States Census Bureau geschat op 10.567, een daling van 216 (-2.0%). In 2010 waren er 11.202 inwoners. Hun aantal werd in 2019 geschat op 11.023.

## Geografie
Volgens het United States Census Bureau beslaat de plaats een oppervlakte van
22,3 km², waarvan 22,2 km² land en 0,1 km² water. Snyder ligt op ongeveer 741 m boven zeeniveau.

## Plaatsen in de nabije omgeving
De onderstaande figuur toont nabijgelegen plaatsen in een straal van 44 km rond Snyder.

## Geboren
- Powers Boothe (1948-2007), acteur
- Barry Tubb (13 februari 1963), acteur, filmregisseur, filmproducent en scenarioschrijver